# 2692 Chkalov
2692 Chkalov eller 1976 YT3 är en asteroid i huvudbältet som upptäcktes den 16 december 1976 av den ryska astronomen Ljudmjla Tjernych vid Krims astrofysiska observatorium på Krim. Den har fått sitt namn efter Valerij Tjkalov.
Asteroiden har en diameter på ungefär 15 kilometer.